# Magyar Táncművészek Szövetsége
A Magyar Táncművészek Szövetsége hivatásos együtteseket, alkotó- és előadóművészeket, oktatási intézményeket és kutatókat tömörítő szakmai szervezet, mely először 1948-ban szerveződött, majd 1954-ben Magyar Táncművészek Szövetsége néven alakult meg, majd 1960-ban szerveződött újra. Célja a hivatásos együttesek, alkotó- és előadóművészek, oktatási intézmények és kutatók összefogása. A Szövetség közvetítő szerepet tölt be az egész hazai táncművészet területén a szakmai intézmények és más művészeti ágak szervezetei között.

## Leírása
A szövetség fő funkciója a művészeti érdek-képviselet, a tagság folyamatos tájékoztatása, a hazai táncművészet megújítása vagy korrekciója, kapcsolatok építése a külföldi társszervezetekkel, valamint a szakmai ismeretterjesztés elősegítése.
Szervezi a fesztiválokat, évadonként szakmai nívódíjakat ad ki, szolgálja a hazai táncművészetet érintő elvi, intézményi, személyi és egyéb problémák megoldását.
Művészeti és állami díjak, kitüntetések odaítélésére, valamint kitüntetések odaítélésére tesz javaslatokat.
A szövetség legfőbb fóruma hosszú időn át a háromévenkénti Közgyűlés volt, amely egy-egy periódusra megválasztja az ügyekben eljáró elnökséget.
Feladatkörének megfelelően az egyes társulatok vagy táncirányzatok értékelésére az évek során tanácskozásokat rendezett, a tagság tájékoztatása céljából kiadta periodikáit és évkönyveit (Külföldi Szemle, Táncművészeti Értesítő, Tánctudományi Tanulmányok), kezdeményezte az Interbalett bemutatósorozatát, a Táncfórum létrejöttét, majd szakmai támogatásával 2001-ben megalakult a Nemzeti Táncszínház.
Értékes szakmai táncarchívumot épített ki (könyvtár, fotó- és videogyűjtemény, kézirattár), amely 1998-tól az Országos Színháztörténeti Múzeum és Intézet keretén belül működik.
A magyarországi társadalmi átalakulás hatására átrendeződött a Magyar Táncművészek Szövetsége is: 1990-től föderatív szervezetként működik. Tagságát a táncművészet területén működő hivatásos táncegyüttesek, intézmények, autonóm szakszövetségek, egyesületek, társaságok alkotják. 